# タイの人物一覧
タイの人物一覧
凡例
1. 架空の人物も含む
2. 小見出し（プラなど）は称号
3. 華僑は北京語ピンイン順
4. 軍や学位などの階級は基本的に付けない
5. 官位・欽錫名等が剥奪された場合は本名を表記

## あ行
- アーナンタ・マヒドン王→ラーマ8世
- アドゥンラヤデート→ラーマ9世
- インタウィチャヤーノン公
- インタララーチャー1世→ナカリンタラーティラート王
- インタワローロットスリヤウォン公
- イッサラスントーン王子→ラーマ2世
- ウートーン侯→ラーマーティボーディー1世
- アーナン・ウォン- 俳優
- アリン・ルンジャーン
- アイス・サランユー - 歌手
- アサニー・ワサン - 歌手
- アレクサンダー・アルボン - レーシングドライバー
- アタパン・プーンサワット - 俳優
- アーチェン・アイドゥン - 俳優
- アサウィン・クワンムアン - 政治家
- アチャラポーン・コンヨット - バレーボール選手
- アチラウィッチ・サーリワッタナ - 歌手
- アティウィット・ジェーンワッタナーノン - プロゴルファー
- アドゥール・ラッソ - サッカー選手
- アピシット・ウェーチャチーワ - 政治家
- アピチヤー・サエチャン - 俳優
- アピチャートポン・ウィーラセータクン - 映画監督
- アピラック・コーサヨーティン - 政治家
- アラン・アサワスーブサクーン - 俳優
- アリス・ツォイ - 女優
- アリヤ・ジュタヌガーン - プロゴルファー
- アンポーン・ヤーパー - バレーボール選手
- インラック・シナワット- 政治家
- ウドム・テーパーニット
- ウィーラユット・チャンスック - 俳優
- ウィウィシット・ヒランヤウォンクン - 俳優
- ウィチャヤニー・ピアクリン - 女優
- ウィッチャパート・スメーティクン - 俳優
- ウィラワン・アピヤポン - バレーボール選手
- ウェイアー・サングーン - 俳優
- ウォラニット・ターワンウォン - 女優
- ウォラポル・トンサンガ - バドミントン選手
- ウォラカモン・サター - 俳優、歌手
- ウォラポン・ワーロ - 俳優
- ウォルート・チャワリットルティウォン - 俳優
- ウォンラウィー・ナティートン - 俳優
- ウッティチャイ・スックサーラー - バレーボール選手
- ヴィタヤ・ラオハクル - サッカー選手
- オーチリス・スワンナチープ - 俳優
- オーレイドン・シスサマーチャイ - ボクサー
- オヌマー・シッティラック - バレーボール選手

## か行
- カーウィラ公
- カムファン公→セーティーカムファン公
- カーウィローロットスリヤウォン公
- ケーオナワラット少将
- ガウィン・キャスキー - 俳優
- ガオグライ・ゲーンノラシン - ムエタイ選手
- カオサイ・ギャラクシー
- ガオ・チンチェン（INTO1） - 俳優、アイドル
- カシデット・プルークポン - 俳優
- カセー・チャナオン - 政治家
- カナウット・トライピパタナポン - 俳優
- カナパン・プイトラクーン - 俳優
- カノムジーン - 女優
- カノンスック・ウィラサクレック - ムエタイ選手
- ガンタポーン・ジンダータウィーポン - 俳優
- キャティサック・セーナームアン - サッカー選手
- キッティパット・ケーオチャルーン - 俳優
- キッティポップ・セーリーウィチヤサワット - 俳優
- キティヌポン・ケドレン - バドミントン選手
- キュートシェフ - アイドル
- グアナームトム王
- クアン・アパイウォン - 政治家
- ククリット・プラーモート - 政治家
- クリット・アンムアイデーチャコーン - 俳優
- クンラブット・ビチットサーン - バドミントン選手
- ケイ・ラットシティチャイ - 俳優
- ケオカラヤー・カムンタラー - バレーボール選手
- ゲーオ・フェアテックス - ムエタイ選手
- ケム・シッソーンピーノーン - ムエタイ選手
- GOLF&MIKE
- コーラパット・クッパン - 俳優
- コーン・クナーティプアピシリ - 俳優
- コラウィット・ブーンスィ - 俳優
- コラファット・ラムノイ - 俳優
- コンポップ・ジローモントリー - 俳優

### クロムルワン
- クロムルワン・イッサラスントーン王子→ラーマ2世

### クン
- クン・サームチョン
- クン・シーインタラーティット→シーインタラーティット王
- クン・スントーンウォーハーン→スントーン・プー
- クン・バーンムアン→バーンムアン王
- クン・プロイパイリン→プロイパイリン

### クンルワン
- クンルワン・パングア→パングア王

## さ行
- サームプラヤー王
- シーインタラーティット王
- スントーン・プー
- セーティーカムファン公
- サガット
- サーマート・パヤクァルン - ボクサー
- サーリン・ロナギアット - 俳優
- サッタブット・レーディキー - 俳優
- The Toys - 歌手
- サハパー・ウォンラート - 俳優
- サプシリー・タエラッタナチャイ - バドミントン選手
- サポン・アッサワマンコーン - 俳優
- サマック・スントラウェート - 政治家
- サランポーン・ランクンガセットリン - プロゴルファー
- サランチャナー・アピーサマイモンコン - 女優
- サリット・タナラット - 政治家
- CGM48 - アイドルグループ
- シラポップ・マニティクン - 俳優
- ジージャー・ヤーニン - 女優
- ジーラチャポン・シーサング - 俳優
- ジェニス・オープラサート - アイドル
- SIZZY - アイドルグループ
- ジッポン・ポティウィホック - 俳優
- ジャラスポーン・ブンダサック - バレーボール選手
- ジュンポン・アドゥンキッティポーン - 俳優
- ジラキット・クーアーリヤクン - 俳優
- ジラキット・ターワンウォン - 俳優
- ジラワット・スティワニッチャサック - 俳優
- ジランタニン・トライラッタナヨン - 俳優
- シリモンコン・シンワンチャー - ムエタイ選手
- シワコーン・レーチューチョー - 俳優
- シワット・チャムローンクン - 俳優
- シントン・ラーピセートパン - 外交官
- スウィジャック・ピヤノパロー - 俳優
- Scrubb - ロックバンド
- スタンプ・アピワット - 歌手
- スッティチャイ・ユン - 作家
- スチット・ウォンテート - 作家
- スティー・スックソムギット - サッカー選手
- スパカーン・ジラチョティクン - 俳優
- スパク・ジョムコー - バドミントン選手
- スパコーン・シーポートーン - 俳優
- スパシープ・チャナパイ - 俳優
- スパシット・ジョンチーウィーワット - 俳優
- スパットラ・パイロート - バレーボール選手
- スパ・サンガーウォーラウォン - 俳優
- スパポン・ウドムケーオカンチャナー - 俳優
- スパナット・ラオハパーニッチ - 俳優
- スパモンコン・ウォンウィスット - 俳優
- スラット・スカ - サッカー選手
- スリー・スカ - サッカー選手
- スリーヤレート・ヤカレー - 女優
- セーク・ローソー - 歌手
- セーフ・サイサワット - 俳優
- ソムチャーイ・ウォンサワット - 政治家
- ソンタヤ・ケーウバンディット - バレーボール選手

### ソムデットチャオプラヤー
- ソムデットチャオプラヤー・マハーカサットスック→ラーマ1世

## た行
- タークシン王
- タンマランカー公
- チム→ラーマ2世
- チャイヤチェーターティラート王
- チャックリー将軍→ラーマ1世
- タクシン・シナワット- 政治家
- ダッサコーン・トンラオ
- タタ・ヤン - 歌手
- タットダオ・ヌクジャン - バレーボール選手
- タニン・チャラワノン - 実業家
- ダムロン・ラーチャヌパープ
- ターナット・ロークンナソムバット - 俳優
- タウィナン・アヌクンプラサート - 俳優
- タナウィン・ティーラプーコーソン - 俳優
- タナウィン・ポンチャルンラット - 俳優
- ナタウィン・ワッタナキティパット - 俳優
- タナチャイ・ウィチットウォントーン - 俳優
- タナットサラン・サムトンライ - 俳優
- タナティップ・ウパティシン - 外交官
- タナトーン・セーナーンカニコーン - 俳優
- タナブーン・キエットニラン - 俳優
- タナブーン・ワンロプシリナーン - 俳優
- タナポップ・カウィラ - 俳優
- タナポップ・リーラッタナカジョーン - 俳優
- タナポン・ウーシンサップ - 俳優
- タナポン・ジャールジトラーノン - 俳優
- タナポン・スクムパンタナーサーン - 俳優
- タナワット・ラッタナキットパイサーン - 俳優
- タパパイプーン・シャイシー - バレーボール選手
- タラトーン・ジャンタラウォーラカーン - 俳優
- タレイ・スグンディクン - 俳優
- タワン・ウィホクラット - 俳優
- タワン・コタラスポー - サッカー選手
- ダーウィット・クリーポルルーク - 俳優
- ダッサコーン・トンラオ - サッカー選手
- チチャー・アマータヤクン - 俳優
- チャナティップ・ソングラシン - サッカー選手
- チャッチュオン・モクシー - バレーボール選手
- チュワン・リークパイ - 政治家
- チャローンラット・ノープサムローン - 俳優
- ティティワット・リットプラスート - 俳優
- チャープラン・アーリークン - アイドル
- チャイカモン・サームソンウィッタヤ - 俳優
- チャッチャート・シッティパン - 政治家
- チャッチャウィット・テーチャラポン - 俳優
- チャナプーム・テーンウォン - 俳優
- チャヤポン・ジュターマー - 俳優
- チャヤコーン・ジュターマー - 俳優
- チャムロン・シームアン - 政治家
- チャワリン・プラーッピリヤウォン - 俳優
- チャニカン・タンカボディー - 女優
- チョンナカン・アーポンスティナン - 俳優
- チンラット・シリポンチャワリット - 俳優
- ティティプーン・テーシャアパイクン - 俳優
- ティティポン・センガイ - 俳優
- ティティ・マハーヨーターラック - 俳優
- ティーパコーン・クワンブーン - 俳優
- ティパコーン・ティタターン - 俳優
- ティパナリー・ウィーラワトノドム - 女優
- ティンナシット・イザラポンポーン - 俳優
- ティータット・チュンマニラット - 俳優
- ティーラテープ・ウィノータイ - サッカー選手
- デチャート・ターシン - 俳優
- デチャポル・プアヴァラヌクロー - バドミントン選手
- テン（NCT/WayV）- 歌手
- トニー・ジャー - 俳優
- トライ・ニムタワット - 俳優
- トンタワン・タンティウェーチャクン - 女優
- トンチャイ・メーキンタイ - 俳優
- Tilly Birds - ロックバンド

### チャオ
- チャオ・インタワローロットスリヤウォン→インタワローロットスリヤウォン公
- チャオ・トーンチャン→トーンチャン王
- チャオ・トーンラン→トーンチャン王
- チャオ・トーンロン→トーンチャン王

### チャオプラヤー
- チャオプラヤー・チャックリー→ラーマ1世
- チュラーローク将軍→ラーマ1世
- チュラーロンコーン→ラーマ5世
- チュラチョームクラオ王→ラーマ5世
- チョームクラオ→ラーマ4世
- トーンドゥワン→ラーマ1世
- トライローカナート王→ボーロマトライローカナート王
- トンブリー王→タークシン王

### チャオルワン
- チャオルワン・タンマランカー→タンマランカー公
- トーンチャン王
- トーンラン王→トーンチャン王
- トーンラン王→トーンチャン王

## な行
- ナカリンタラーティラート王
- ナコーンイン親王→ナカリンタラーティラート王
- ナンクラオ王→ラーマ3世
- 西村理香
- ナタット・シリポントーン - 俳優
- ナタワット・フィンラー（INTO1） - 俳優、アイドル
- ナッタチャイ・ブンプラサート - 俳優
- ナッタポン・ディロックナワリット - 俳優
- ナッタワット・ジローティクン - 俳優
- ナッティ（KISS OF LIFE） - アイドル
- ナット・サクダトーン - 俳優
- ナパット・ナ・ラノーン - 俳優
- ナパット・パチャラチャワリット - 俳優
- ナパソーン・ウィーラユッタウィライ - 女優
- ナラウィット・ルートラコム - 俳優
- ナルモン・カンアン - バレーボール選手
- ナワット・プンポーティンガーム - 俳優
- ナワパット・タナモンコンサワット - 俳優
- ニダー・パッチャラウィーラポン - 女優
- ニティ・チャイチタトーン - 俳優
- ニックン（2PM）- 歌手
- ニーラ・スワナマー - 女優
- ニワットタムロン・ブンソンパイサン - 政治家
- ヌック・スカパン - プロゴルファー
- ヌットサラ・トムコム - バレーボール選手
- ヌンティダー・ソーポン - 女優
- ネティウィット - 学生活動家、作家
- Neko Jump - アイドル
- ノッパカーオ・デーチャーパッタナクン - 俳優
- ノッパナット・ガンタチャイ - 俳優
- ノラウィット・ティティチャロエンラック - 俳優
- ノンオー・ガイヤーンハーダオ - ムエタイ選手
- ノンムアイ・ゴーキャットジム - プロボクサー

## は行
- パングア王
- ピヤマハーラート大王→ラーマ5世
- プーミポン・アドゥンラヤデート王→ラーマ9世
- プッタウォン公
- プッタヨートファーチュラーローク王→ラーマ1世
- プッタルートラーナパーライ王→ラーマ1世
- プラチャーティポック王→ラーマ7世
- パーミー - 歌手
- パチャリー・セーンムアン - バレーボール選手
- ハッタヤ・バムルンスック - バレーボール選手
- ハリット・ブアヨイ - 俳優
- BUS (音楽グループ) - アイドルグループ
- BNK48 - アイドルグループ
- パークプーム・ロムサイトーン - 俳優
- パース・ナクン - 俳優
- パッカポン・ティーララサクル - バドミントン選手
- パッタラーニット・リンパティッヤーコーン - 俳優
- パタドン・ジャングン - 俳優
- パタラ・エークサーンクン - 俳優
- パチャラ・スアンシー - 俳優
- パチャトン・タナワット - 女優
- パトムポン・ルンジャイディ - 俳優
- パナチャイ・シーアーリアルングルーアン - 俳優
- パニチャフォン・ティーララサクル - バドミントン選手
- パワット・チットサワンディ - 俳優
- ハリット・チーワカルン - 俳優
- パーキン・クナーアヌウィット - 俳優
- ピーラワット・シェーンポーティラット - 俳優
- ピーラウィット・アッタチットサターポーン - 俳優
- ピシットポン・エークポンピシット - 俳優
- ピヤヌット・パンノイ - バレーボール選手
- ピラパット・ワタナセッシリ - 俳優
- ヒランクリット・チャンカム - 俳優
- ピラット・ニティパイサンクン - 俳優
- ピヤポン・ピウオン - サッカー選手
- ピンピチャヤ・コクラム - バレーボール選手
- ピーク - 歌手
- ビヤラット・タンタパイティ - バレーボール選手
- ブアチョンプー・フォード - 歌手
- ブアカーオ・ポープラムック-ムエタイ選手
- ファランユ・カオサマーン - バドミントン選手
- フォーモッド - 女性デュオ
- プーウィン・タンサックユーン - 俳優
- プーシット・ディタピシット - 俳優
- プーリクンクリット・チューサクサクンウィブーン - 俳優
- プーンパット・イアン＝サマン - 俳優
- プーン・ミットパクディー - 俳優
- プッティポン・ジッタブット - 俳優
- プッティポン・アッサラッタナクン - 俳優
- プラープダー・ユン - 小説家
- プラチャヤー・レァーンロード - 俳優
- プラッチャヤー・ピンゲーオ - 映画監督
- プラパワデ・ジャロエンラタナタラコン - 重量挙げ選手
- プラヤド・マークセン - プロゴルファー
- プリム・ラッタナルーァンワッタナー - 俳優
- プリンス・ビラ
- プルームジット・ティンカオ - バレーボール選手
- プルーム・ポンピサン - 俳優
- プルック・パーニ - 俳優
- プレーク・ピブーンソンクラーム - 政治家
- PRETZELLE - アイドルグループ
- プロンフィリヤ・トンプッタラック - 俳優
- プローイションプー・スパサップ - 女優
- ベンベン（GOT7） - 歌手
- ペンエーグ・ラッタナルアーン - 映画監督、脚本家
- ペットターイ・ウォンカムラオ - 俳優
- ベンヤーパー・ジーンプラソーム - 女優
- ポーンナッパン・ポーンペンピパット - 歌手
- ポーンピパット・パッタナセッターノン - 俳優
- ポーンプン・グーパート - バレーボール選手
- ポックラウ・アナン - サッカー選手
- ボディスラム (バンド) - ロックバンド
- ポラニ・チュティチャイ - プロゴルファー
- ポンサパック・ウドンポック - 俳優
- ポンサクレック・ウォンジョンカム - ボクサー
- ポンポン・パンヤーミット - 俳優
- ポンラウィット・ゲートプラパーコーン - 俳優
- ポンラヴィチュ・チャンタワォング - サッカー選手

### プラ
- プラ・スントーンウォーハーン→スントーン・プー
- プラ・ルワン→ルワン王
- プラ・ラーチャワリン→ラーマ1世
- プラ・マハータンマラーチャー1世→リタイ王
- プラ・マハータンマラーチャー2世→サイルータイ王
- プラ・マハータンマラーチャー3世
- プラ・マハータンマラーチャー4世

### プラヤー
- プラヤー・サイルータイ→サイルータイ王
- プラヤー・マハーウォン→マホータラプラテート公
- プラヤー・ヨマラート→ラーマ1世
- プラヤー・ワチラプラカーン→カーウィラ公
- プラヤー・ピチャイダープハック

### プラチャオ
- プラチャオ・インタウィチャヤーノン→インタウィチャヤーノン公
- プラチャオ・ウートーン→ラーマーティボーディー1世
- プラチャオ・カーウィラ→カーウィラ公
- プラチャオ・カーウィローロットスリヤウォン→カーウィローロットスリヤウォン公
- プラチャオ・リタイ→リタイ王
- プラチャオ・ルータイ→ルータイ王（スコータイ王朝4代目） - 6代目に付いてはリタイ王を参照

### ポークン
- ポークン・グアナームトム→グアナームトム王
- ポークン・パームアン
- ポークン・バーンクラーンターオ→シーインタラーティット王
- ポークン・ラームカムヘーン→ラームカムヘーン大王

- ボーロマトライローカナート王

### ボーロマラーチャーティラート
- ボーロマラーチャーティラート1世→パングア王
- ボーロマラーチャーティラート2世→サームプラヤー王

- ポッククラオ王→ラーマ7世
- バーンムアン王

## ま行
- マハーウォン→マホータラプラテート公
- マヒドン王→ラーマ8世
- マホータラプラテート公
- モンクット王→ラーマ4世
- モンクットクラオ王→ラーマ6世
- マリオ・マウラー - 俳優
- マリカ・クントーン - バレーボール選手
- マリパー・シリプーン - 女優
- ミミ・タナソン・チンダスク - フィギュアスケート選手
- ミンニ - 歌手
- ムアンチャイ・キティカセム - ボクサー
- 向井康二 - アイドル
- メータウィン・オーパッイアムカジョーン - 俳優
- メータス・オーパッイアムカジョーン - 俳優
- モダンドッグ - 歌手
- モンコル・トッサクライ - サッカー選手

### マハータンマラーチャー
- マハータンマラーチャー1世→リタイ王
- マハータンマラーチャー2世→サイルータイ王
- マハータンマラーチャー3世
- マハータンマラーチャー4世

## や行
- ユンヨン・オーパークン - 歌手
- ヨーッモンコン・ウォー・センテープ - ボクサー
- ヨードセングライ・フェアテックス - ムエタイ選手
- ヨックタイ・シスオー - ムエタイ選手
- ヨンユット・トーンゴーントゥン - 映画監督

## ら行
- LYKN - ボーイズグループ
- ラウィー・パーウィライ - 学者
- ラター・ポーガーム - 女優
- ラタナチャイ・ソーウォラピン - ボクサー
- ラタナポン・ソーウォラピン - ボクサー
- ラチャーナン・マハーワン - 女優
- ラチャノック・インタノン - バドミントン選手
- ラパッサラン・チラウェートスントンクン - 女優
- ラミダー・ジーラノラパット - 女優
- ランバー・ソムデートM16 - ムエタイ選手
- リサ（BLACKPINK） - 歌手
- ルワン・ウィチットワータカーン - 政治家
- レオ・ソッセイ - 俳優
- ロッタン・ジットムアンノン - ムエタイ選手
- ロン・ウォンサワン - 小説家

### ラーマ
- ラーマ1世
- ラーマ2世
- ラーマ3世
- ラーマ4世
- ラーマ5世
- ラーマ6世
- ラーマ7世
- ラーマ8世
- ラーマ9世
- ラーマ10世

### ラーマティボーディー
- ラーマーティボーディー1世
- ラーマーティボーディー2世

- ラーナパーライ王→ラーマ1世
- ラームカムヘーン大王
- ルワン王（架空）

### ルワン
- ルワン・ヨッククラバット→ラーマ1世

- ルータイ王（4代目） - 6代目に付いてはリタイ王を参照
- ルートラーナパーライ王→ラーマ1世

## わ行
- ワチラーウット王→ラーマ6世
- ワスソーン・チャイジンダ  - 俳優
- ワチラウィット・チワアリー - 俳優
- ワチラウィット・パイサーングンウォン - 俳優
- ワチラウィット・ルーアンウィワット - 俳優
- ワッチャラ・スクチュム - 俳優
- ワラウート・スリマカ - サッカー選手
- ワナラット・ラッサミーラット - 俳優
- ワンヒン・ミナヨーティン - ボクサー
- ワンナ・ブアゲーウ - バレーボール選手
- ワンナラット・ワッダーリマー - 俳優
- ワンロップ・ウィラサクレック - ムエタイ選手

## 漢字
- 歓喜大王→ラーマ5世

## 華僑など
- 宝（bǎo）→タークシン王
- 鄭仏（Zhèng Fú）→ラーマ3世
- 鄭華（Zhèng Hūa）→ラーマ1世
- 鄭明（Zhèng Míng）→ラーマ2世
- 鄭昭（Zhèng Zhāo）→タークシン王

## その他タイ人物一覧
- タイ君主一覧

この一覧は未完成です。加筆、訂正して下さる協力者を求めています。